# Seznam dirkačev v motociklizmu (S)
- Jarno Saarinen
- Cecil Sandford
- Charlie Salt
- Federico Sandi
- Christian Sarron
- Kevin Schwantz
- Taro Sekiguchi
- Barry Sheene
- Ivan Silva
- Dave Simmonds
- Julián Simón
- Marco Simoncelli
- Barry Smith
- Bradley Smith
- Jakub Smrž
- Freddie Spencer
- Svend Aage Sørensen
- Emilio Soprani
- Frantisek Stastny
- Casey Stoner
- John Surtees